# Andre Dirrell
Andre Dirrell, född 7 september 1983 i Flint, Michigan, USA, är en amerikansk boxare som tog OS-brons i mellanviktsboxning 2004 i Aten. 